# قائمة زملاء الجمعية الملكية المنتخبين في 1700
هذه الصفحة تعرض قائمة زملاء الجمعية الملكية المُنتخبين لعام 1700.

## الزملاء
- John Keill [الإنجليزية]‏
- Charles Dubois (treasurer) [الإنجليزية]‏